# Anahí Álvarez
Anahí Álvarez (* 11. August 2001) ist eine mexikanische Leichtathletin, die im Mittel- und Langstreckenlauf an den Start geht.

## Sportliche Laufbahn
Erste internationale Erfahrungen sammelte Anahí Álvarez im Jahr 2021, als sie bei den erstmals ausgetragenen Panamerikanischen Juniorenspielen in Cali in 4:20,68 min die Goldmedaille im 1500-Meter-Lauf sowie in 15:52,80 min über 5000 Meter gewann. 2023 belegte sie bei den Panamerikanischen Spielen in Santiago de Chile in 16:20,71 min den fünften Platz im 5000-Meter-Lauf und gelangte mit 4:20,52 min auf den neunten Platz über 1500 Meter.
2023 wurde Álvarez mexikanische Meisterin im 5000-Meter-Lauf sowie im 10-km-Straßenlauf.

## Persönliche Bestleistungen
- 1500 Meter: 4:20,52 min, 3. November 2023 in Santiago de Chile
- 5000 Meter: 15:52,80 min, 3. Dezember 2021 in Cali
- 10-km-Straßenlauf: 32:40 min, 14. November 2021 in Torreón